# 기시다 후미오 습격 사건
기시다 후미오 습격 사건(일본어: 岸田文雄襲撃事件)은 2023년 4월 15일 일본의 현직 내각총리대신인 기시다 후미오가 와카야마현 와카야마시의 사이카자키항에서 와카야마현 제1구 보궐선거를 앞두고 유세 연설을 하던 도중 피의자인 24세 일본인 기무라 류지에게 폭탄 투척 테러를 당한 사건이다.

## 같이 보기
- 아베 신조 피살 사건
- 오쿠마 시게노부
- 현양사